# Cogollor
Cogollor – gmina w Hiszpanii, w prowincji Guadalajara, w Kastylii-La Mancha, o powierzchni 8,32 km². W 2011 roku gmina liczyła 32 mieszkańców.